# Trader Joe's
Trader Joe's est une chaîne de supermarchés américaine domiciliée à Monrovia en Californie. Fondée en 1958, elle compte 554 magasins en mars 2022. Depuis 1979, la compagnie est gérée par un fonds familial organisé par l'homme d'affaires allemand Theo Albrecht (1922-2010), le cofondateur des supermarchés Aldi.

## Histoire
Trader Joe's est nommé ainsi en l'honneur de son fondateur Joe Coulombe (en) (1930-2020).
Tout commence en 1958 à Los Angeles, par une chaine d'épiceries nommée « Pronto Market ». Cette chaîne est relativement similaire à 7-Eleven, ce qui aurait rendu la concurrence avec celle-ci ruineuse. Joe Coulombe aurait eu l'idée de créer des supermarchés ayant pour thème les mers du Sud lors de vacances dans les Caraïbes. Dans les années 1960, les Américains voyagent de plus en plus, enrichissant leur appétit pour les vins et la nourriture venus d'ailleurs. 
Le premier magasin nommé « Trader Joe's » et utilisant ce concept a ouvert en 1967. Situé à Pasadena, en Californie, il est toujours ouvert aujourd'hui. Pour contrer les 7-eleven, Trader Joe's double la taille de ses magasins. Pendant les premières décennies, certains magasins se fournissent en viande auprès des boucheries locales, qui y ouvrent leurs propres espaces.
Theo Albrecht achète l'entreprise en 1979, et en 1987 John V. Shields (en) succède à Coulombe à sa tête. La chaîne va alors s'agrandir en Arizona en 1993 et sur la côte Pacifique en 1995. En 1996, ses premiers magasins sur la côte Est ouvrent à Brookline et Cambridge, près de Boston.
En 2009, le chiffre d'affaires de Trader Joe's est estimé à 8 milliards de dollars, ce qui en fait le numéro 21 du commerce de détail aux États-Unis.

## Politique salariale
Trader Joe's paie ses salariés au-dessus du minimum syndical. En 2010, un employé à plein temps reçoit en moyenne entre 40 000 et 60 000 $ par an.[réf. nécessaire]

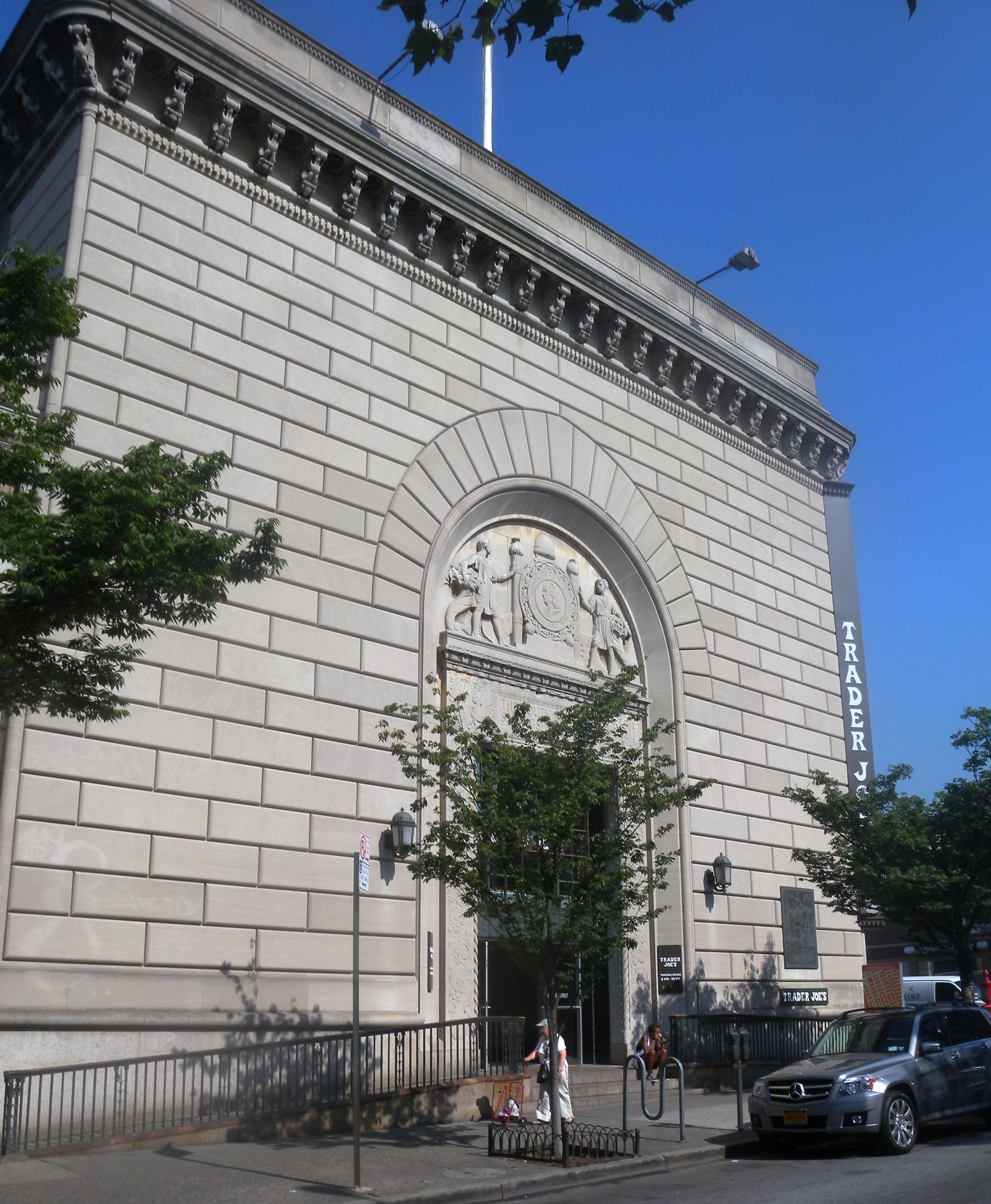
Magasin Trader Joe's dans une ancienne banque à Brooklyn.
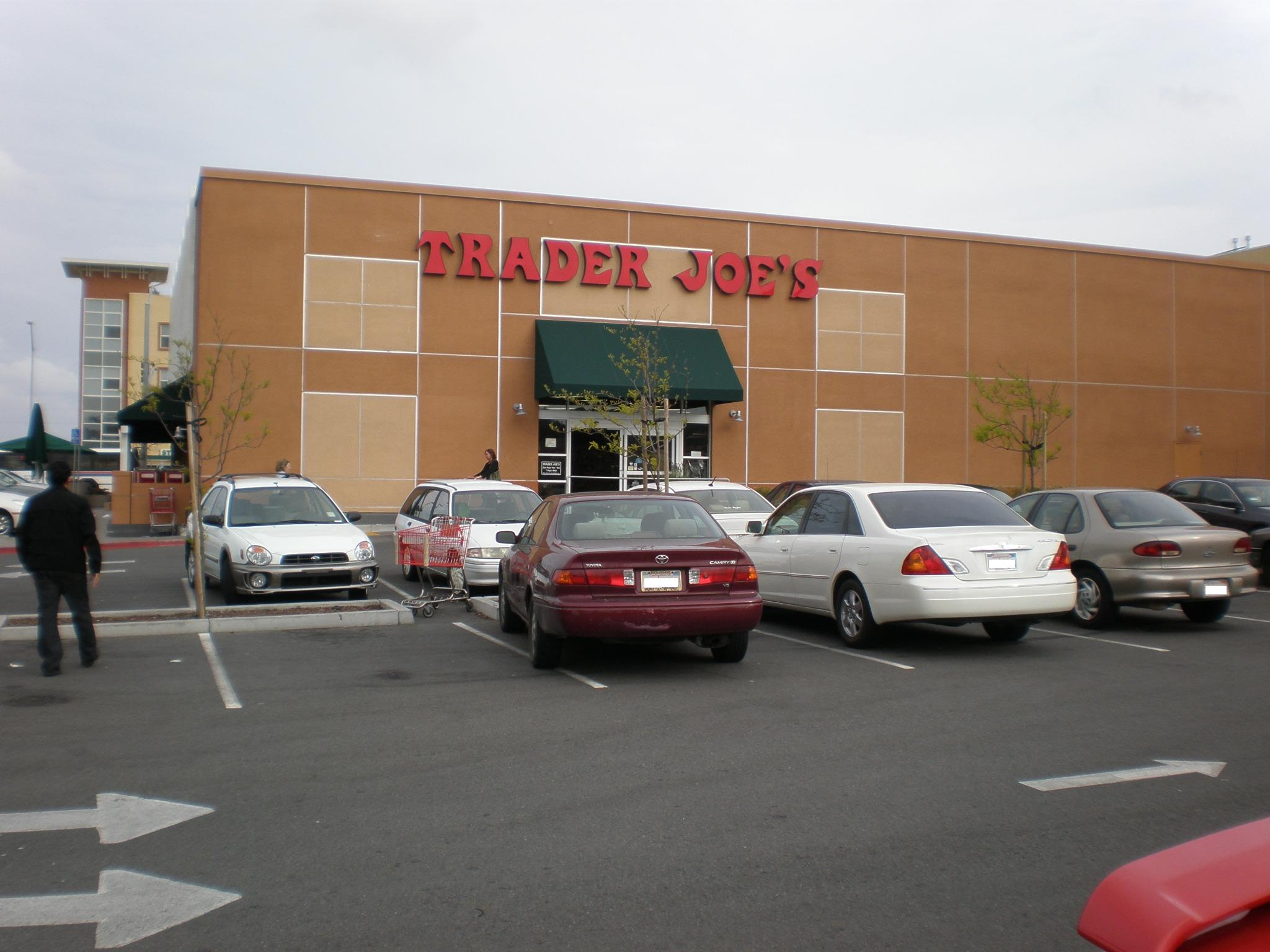
Trader Joe's à San Francisco (Californie).
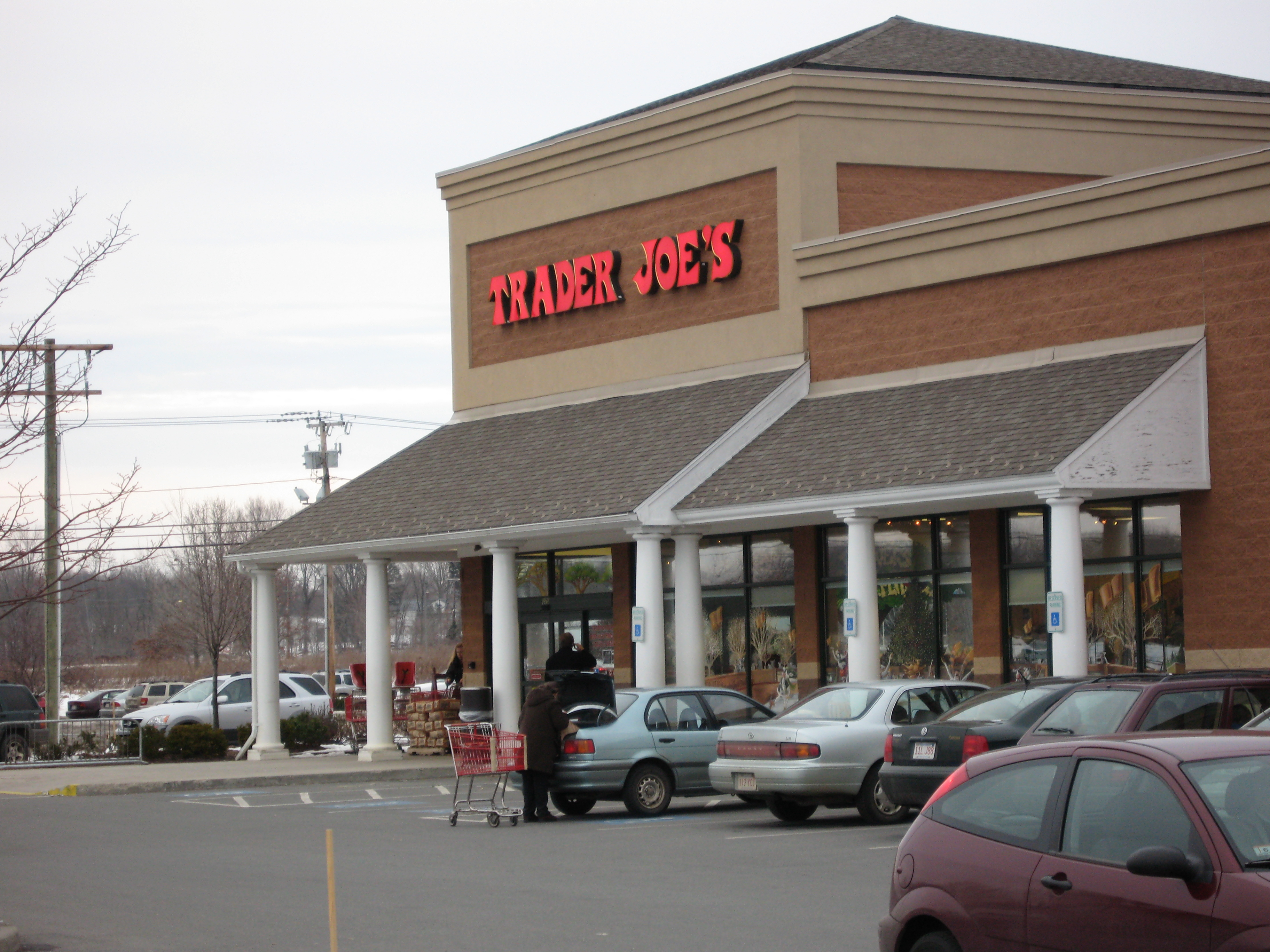
Trader Joe's à Hadley (Massachusetts).
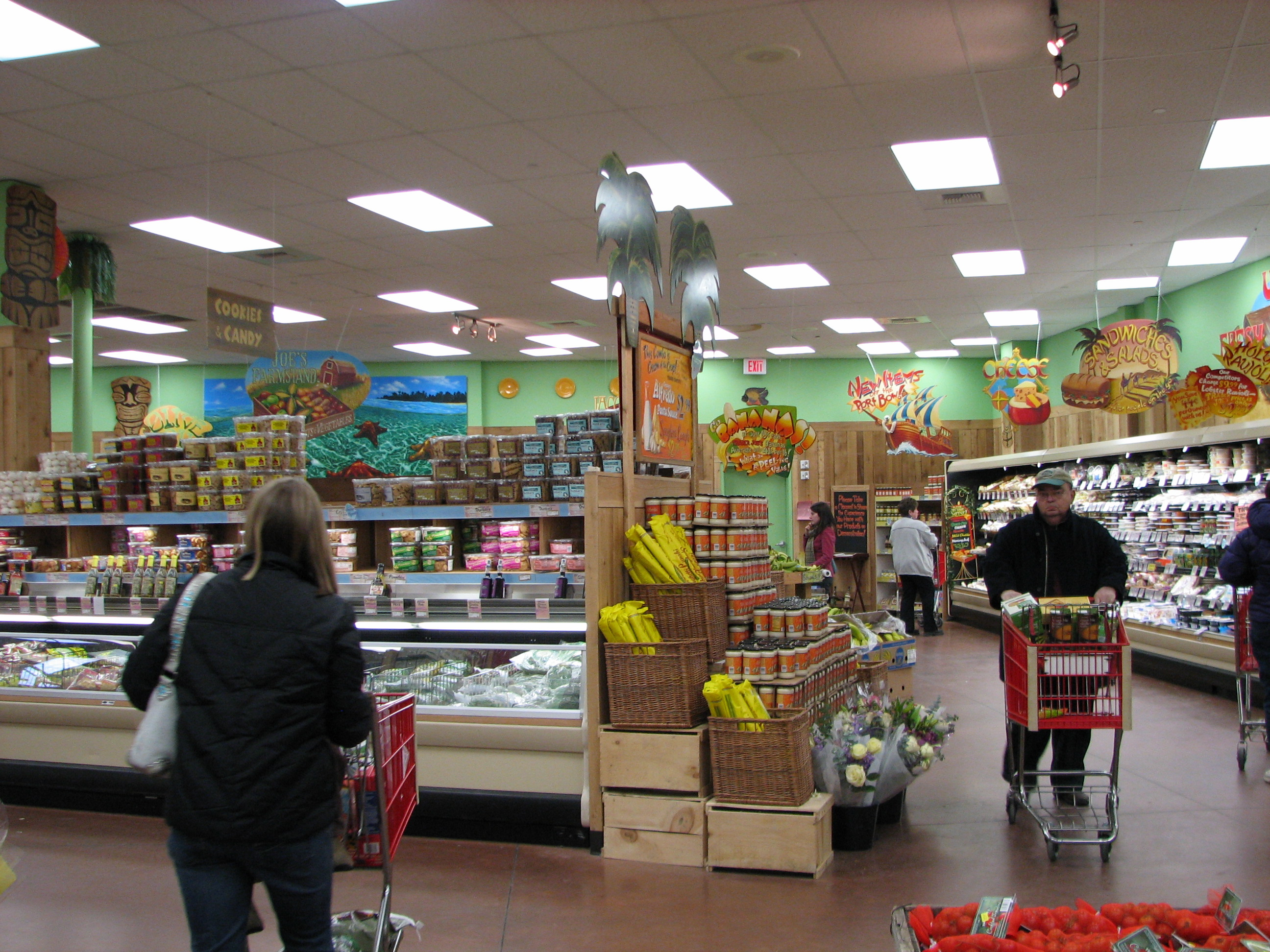
Exemple d'intérieur Trader Joe's.